# Maria-Theresia-Straße
Die Maria-Theresia-Straße ist eine Innerortsstraße in den Stadtteilen Haidhausen und Bogenhausen von München.

## Verlauf
Die Straße beginnt in Verlängerung der vom Wiener Platz kommenden Sckellstraße hinter dem Maximilianeum an der heutigen Max-Planck-Straße (früher als Äußere Maximilianstraße die Fortsetzung der Maximilianstraße) und führt am östlichen Isarhochufer entlang nach Nordosten. Die infolge „der den kgl. Anlagen geschuldeten Freihaltung der Hangkante … von jeglicher Bebauung“ nur auf ihrer Ostseite bebaute Straße trennt dabei die östlich gelegenen, nach dem „Möhlschen Plan“ bebauten Teile von Haidhausen (bis zur Prinzregentenstraße) und Bogenhausen von den westlich von ihr gelegenen Maximiliansanlagen, die sich über den Abhang des Isarhochufers bis zur Isar erstrecken.

## Bebauung
Die Bebauung der Maria-Theresia-Straße erfolgte im hochherrschaftlichen Stil der Prinzregentenzeit. Die Straße bildete „zusammen mit der parallelen Möhlstraße um 1900 das vornehmste Wohnviertel der Stadt“.

### Einzelbauten

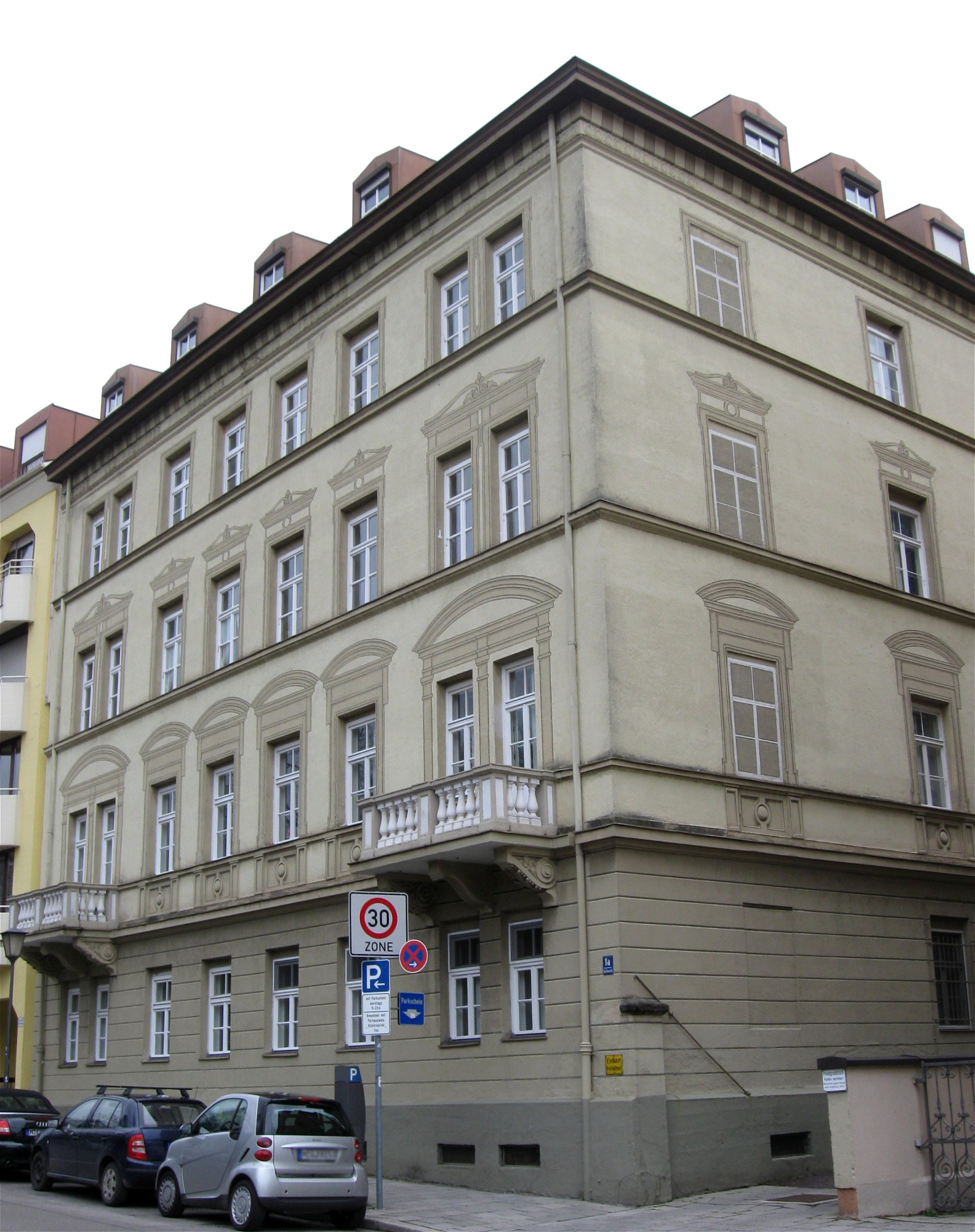
Maria-Theresia-Straße 1a

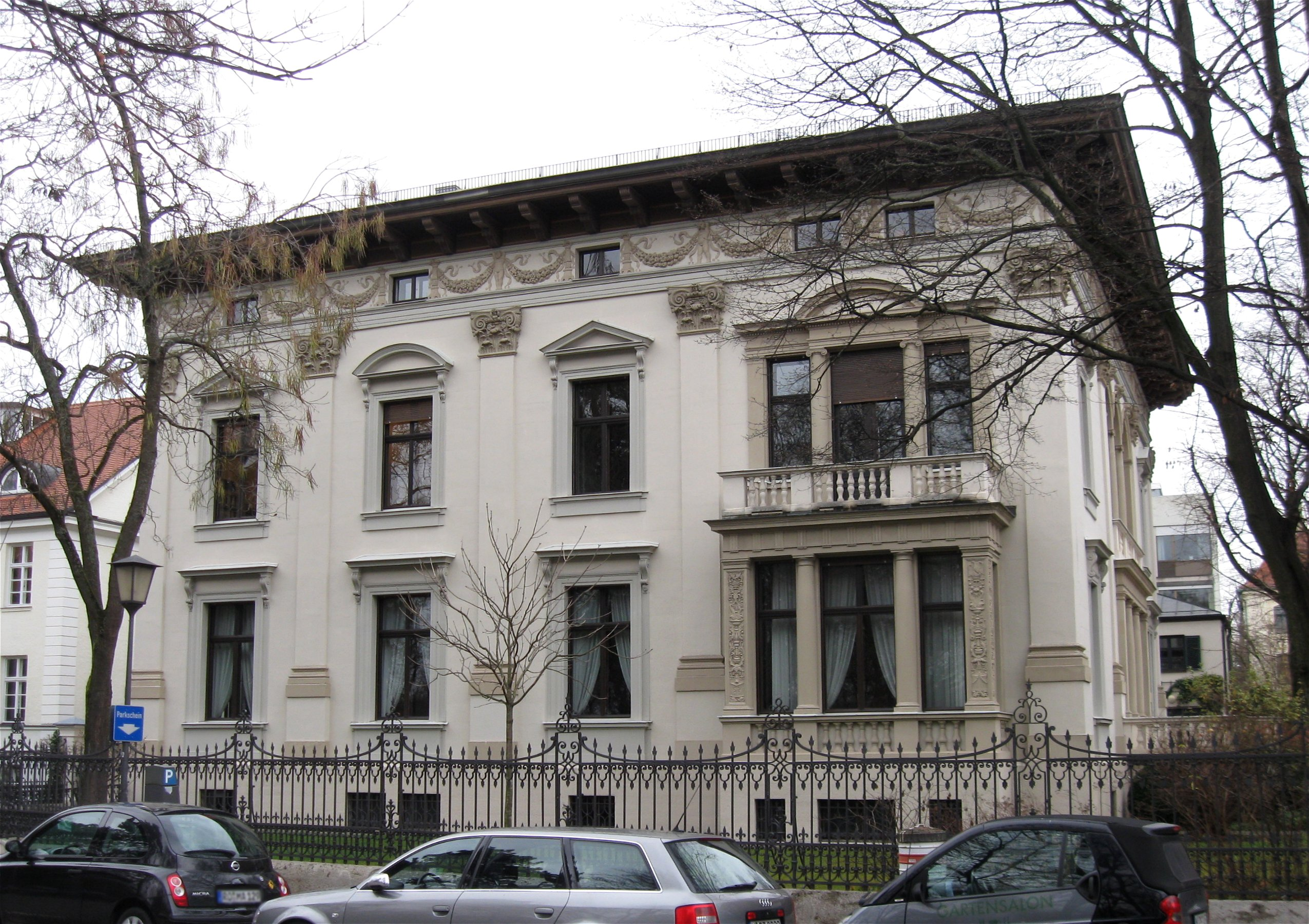
Maria-Theresia-Straße 4a

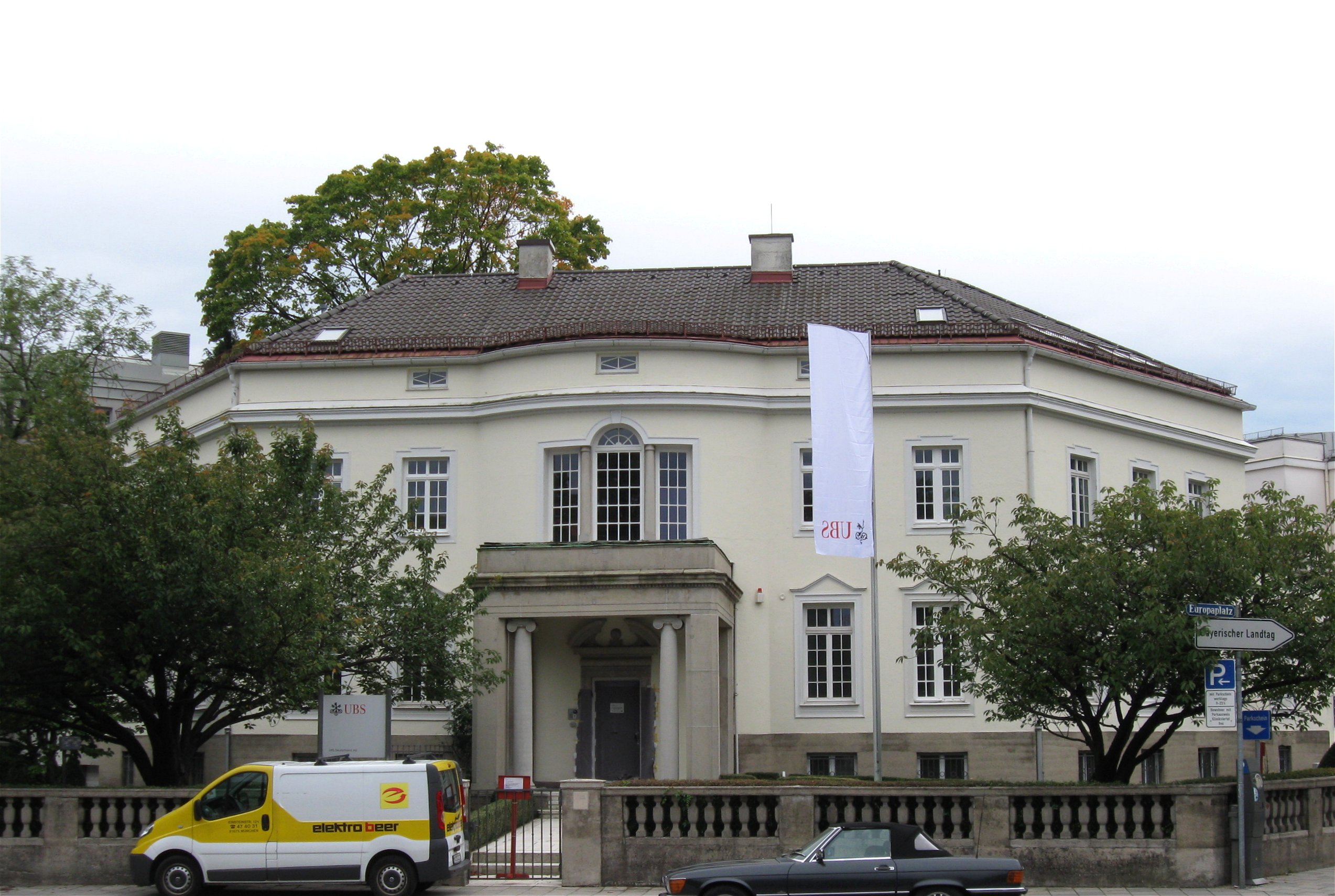
Maria-Theresia-Straße 16 (Europaplatz 1)

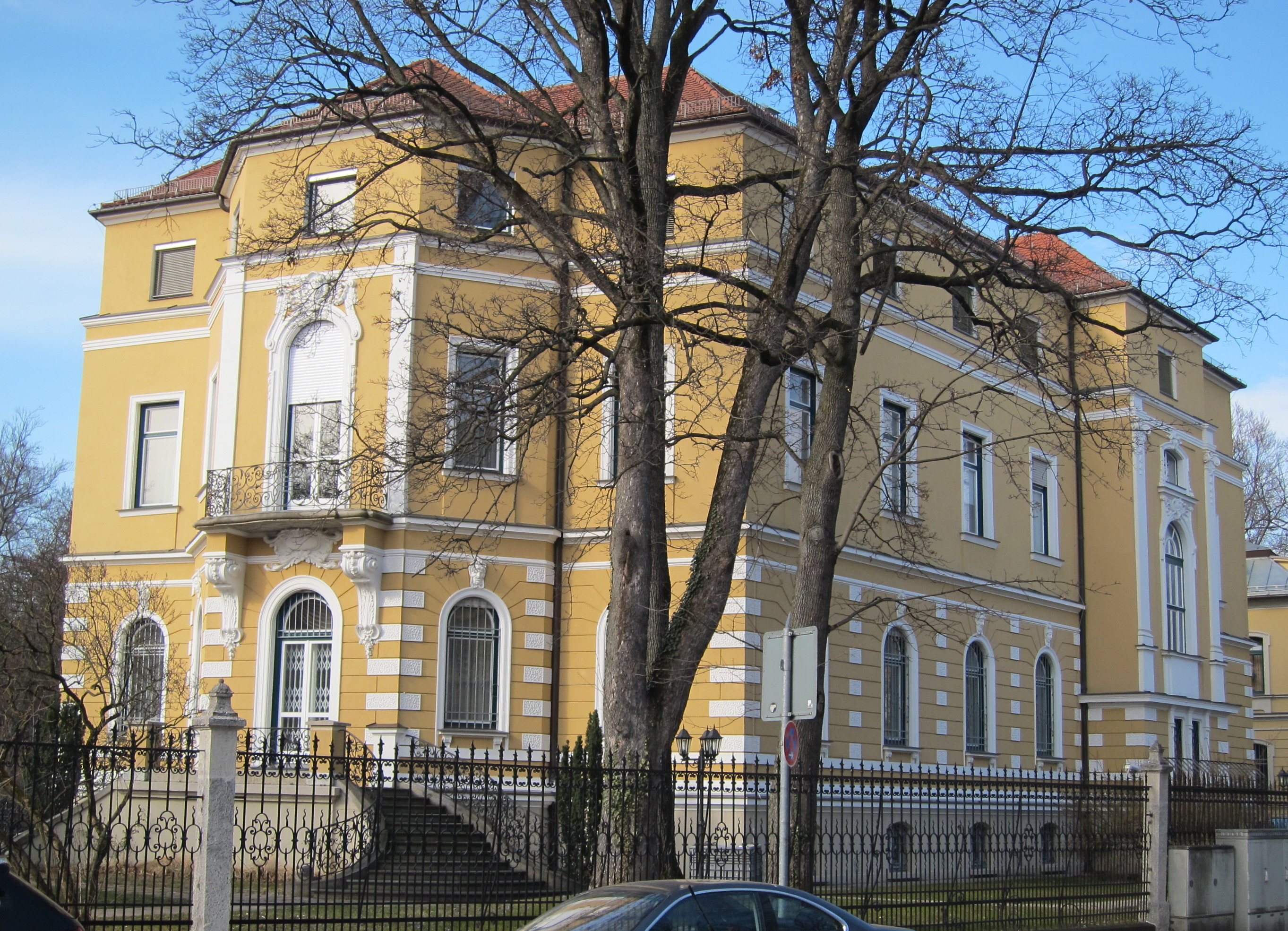
Maria-Theresia-Straße 17

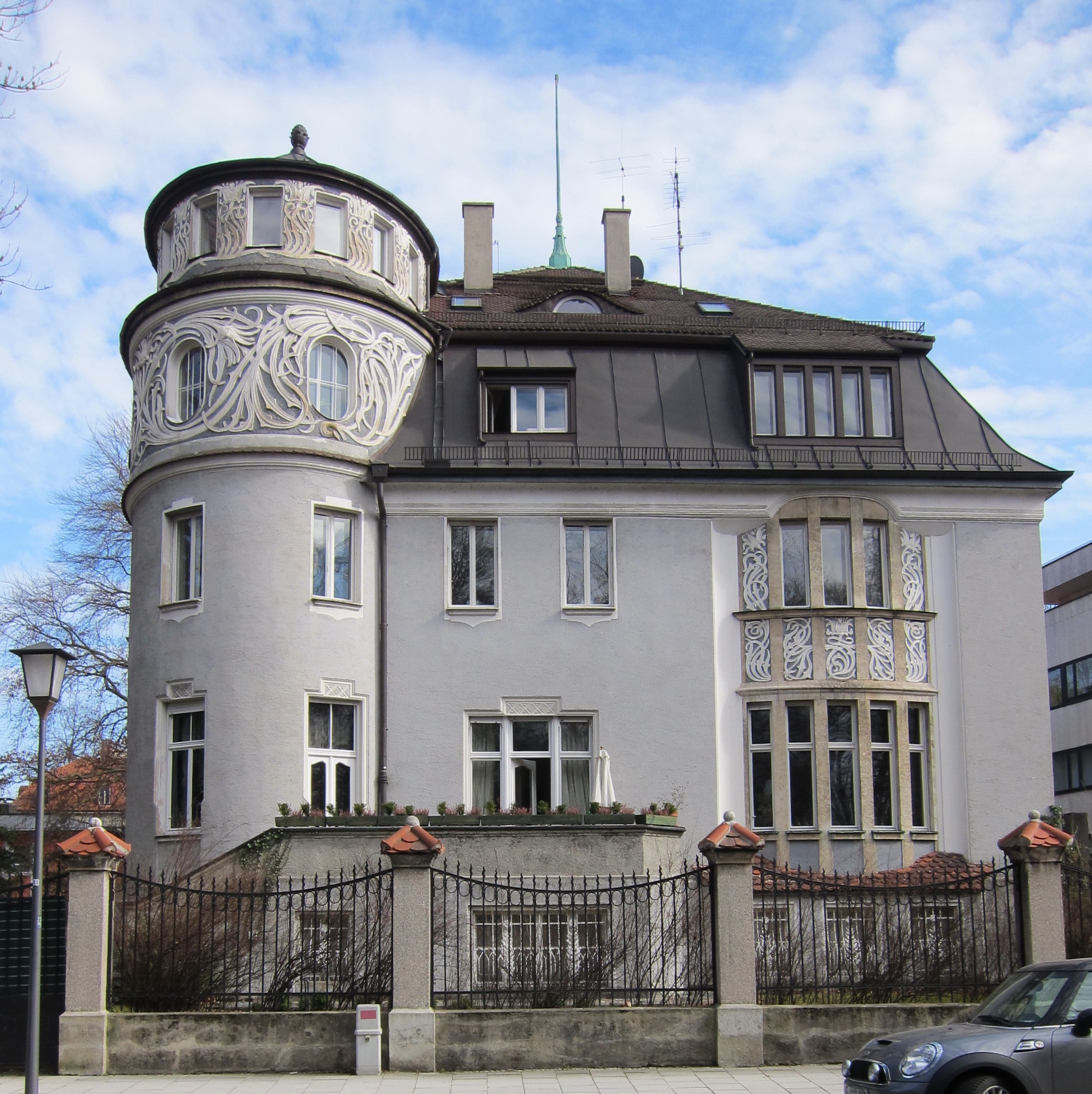
Maria-Theresia-Straße 27 (Villa Bechtolsheim)

- Nr. 1: Eckhaus zur Max-Planck-Straße, klassizistische Neorenaissance, 1876, auch bedeutend im Ensemble der Max-Planck-Straße
- Nr. 1a: spätklassizistisches freistehendes Wohnhaus, 1877/1878
- Nr. 2a: Eckhaus, deutsche Renaissance, am Erker mit plastischem Dekor, 1904 (bezeichnet)
- Nr. 3: freistehendes Neorenaissance-Wohnhaus, um 1880/1890
- Nr. 4a: aufwändige venezianische Neorenaissance, 1896–1897 von Heilmann & Littmann, ehemals Gästehaus der Allianz AG, aktuelle Eigentumsverhältnisse unklar[4]
- Nr. 5: Villa, 1921–1922 für Architekt Richard Kultsch wohl nach eigenen Plänen
- Nr. 11: malerische Villa in deutscher Renaissance, 1896; 1919–1923 bewohnt durch Wilhelm Conrad Röntgen (Gedenktafel), in den Nachkriegsjahren Sitz der jüdischen Hilfsorganisation AJDC („American Joint“)[5]
- Nr. 12/13: zwei zu einem Baukörper verbundene Häuser in deutscher Renaissance mit Ecktürmen, um 1890, mit neobarocken Gartentoren
- Nr. 16, später Europaplatz 1: neoklassizistische palastartige Villa, genannt Palais von Lanna, 1921 von Gustav Ludwig, im Zweiten Weltkrieg nach Arisierung Gestapo-Dienststelle, danach von der Besatzungsmacht belegt[6] Derzeit Standort einer Niederlassung der Bank UBS.
- Nr. 17: „Palais Hohenzollern“, seit 2011 Generalkonsulat der Russischen Föderation, 1894 von Baurat Schulze für Friedrich von Hohenzollern-Sigmaringen errichtet, in der NS-Zeit Wohnung des Polizeipräsidenten Karl von Eberstein, Verwaltungsräume des SS-Oberabschnitts Süd, nach dem Zweiten Weltkrieg Finanzgericht München. Das Gebäude liegt am Europaplatz zwischen Maria-Theresia-Straße und Möhlstraße.[7][6]
- Nr. 18: neoklassizistische Villa vom Anfang des 20. Jahrhunderts
- Nr. 19: malerische, gut erhaltene Neorenaissance-Villa vom Ende des 19. Jahrhunderts[8]
- Nr. 20: Neorenaissance-Villa, 1893–1894 von Adolf Ziebland, ab 1933 von der Studentenverbindung Arminia (später Arminia-Rhenania) genutzt, nach Kriegsschäden vereinfacht instand gesetzt[9]
- Nr. 21: Faber-Villa in klassizisierendem Jugendstil, 1908–1909 ausgeführt durch Baugeschäft Schaffner & Albert, heute vom Geschwister-Scholl-Institut der Ludwig-Maximilians-Universität genutzt[10]
- Nr. 22: Villa für den Kunsthistoriker Ernst von Bassermann-Jordan, 1906–1907 durch den Architekten Ernst Robert Fiechter errichtet; zeitweise Sitz des Konsulats von Griechenland[11]
- Nr. 23 / Siebertstraße 2: Hildebrandhaus mit dem Monacensia-Literaturarchiv samt Forschungsbibliothek
- Nr. 27: Villa Bechtolsheim, Jugendstil, 1897–1898 von Martin Dülfer, gilt als der älteste erhaltene Jugendstilbau in Deutschland; ornamentales Rankenwerk größtenteils von Richard Riemerschmid[12][13]
- Nr. 28: Bayerisches Apothekerhaus, neobarock, 1907 erbaut für den Schriftsteller Josef Ruederer; 1917 an den Bankier Heinrich Aufhäuser verkauft; nach Arisierung des Bankhauses durch den Reichskolonialbund genutzt; nach dem Zweiten Weltkrieg Eigentum des Freistaats Bayern, der das Haus für den Wetterdienst nutzte; 1954 an die Landesapothekerkammer verkauft[14]
- Nr. 30: neobarocke Villa Uthemann, 1922 von Carl Sattler[15]
- ehem. Nr. 32 (jetzt Höchlstraße 2): Villa für Rudolf Diesel 1900–1901 von Max Littmann[16]
- Nr. 35: 1956 von Paul Schmitthenner u. a. für die Frankona Rück- und Mitversicherungs-Aktiengesellschaft errichtet, beherbergt seit 1957 eine bilinguale Schule (Zugang vom Bogenhauser Kirchplatz)[17]

### Abgegangene Gebäude

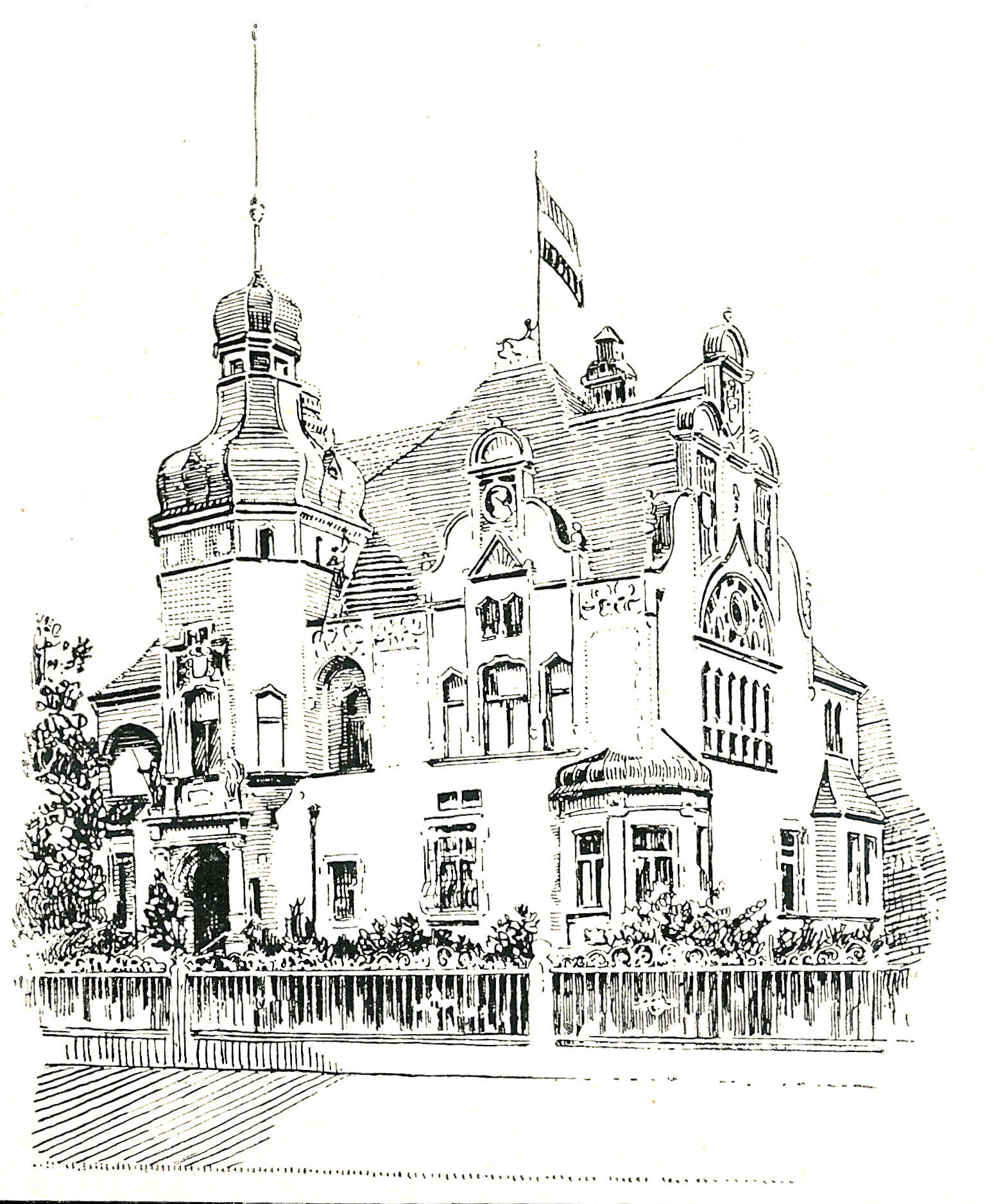
Früheres Isarenhaus, Maria-Theresia-Straße 2

- Nr. 2: Corpshaus der Isaria, 1901/02 von Eugen Drollinger, im Zweiten Weltkrieg zerstört.
- Nr. 10: Villa der Kaufmannsfamilie Schimon, 1910
- Nr. 15: Neurenaissance-Villa
- Nr. 24: Villa Klug, und Nr. 25: Villa Possart, 1891/92: „gigantische Doppelvilla“, Nr. 25 zeitweise von Hans Knappertsbusch bewohnt, vor 2004 abgebrochen und durch einen Neubau aus dem Jahr 2004 ersetzt, der als die „teuerste Wohnung Deutschlands“ bezeichnet wurde.[18]
- Nr. 26: Von der Villa das Malers Benno Becker (1903/05 von Paul Ludwig Troost, aber auch von Martin Dülfer beansprucht[19]) ist nur die Gartenmauer erhalten. Nach dem Tod von Becker wurde die Villa von Martin Bormann in Beschlag genommen.[20][21]
- Nr. 35: ehemalige Beamtenreliktenanstalt, die Ruine nach Kriegszerstörung 1945 abgerissen, an deren Stelle 1956 der Schmitthenner-Bau.

## Bezeichnung
Die Straße trägt ihre Bezeichnung nach Marie Therese von Österreich-Este (1849–1919), der Ehefrau des letzten Königs von Bayern Ludwig III.